# Chelicerca guatemalae
Chelicerca guatemalae är en insektsart som beskrevs av Ross 2003. Chelicerca guatemalae ingår i släktet Chelicerca och familjen Anisembiidae.
Artens utbredningsområde är Guatemala. Inga underarter finns listade i Catalogue of Life.